# Symplectoscyphus neglectus
Symplectoscyphus neglectus är en nässeldjursart som först beskrevs av Thompson 1879.  Symplectoscyphus neglectus ingår i släktet Symplectoscyphus och familjen Sertulariidae. Inga underarter finns listade i Catalogue of Life.